# الویرا ۲۷۷
سیارک ۲۷۷ (به انگلیسی: 277 Elvira) دویست و هفتاد و هفتمین سیارک کشف شده‌است که در ۳ مه ۱۸۸۸ و در نیس کشف شد.
قدر مطلق سیارک برابر ۹٫۸۴ است.